# 358 Apollonia
För andra betydelser, se Apollonia (olika betydelser).
358 Apollonia eller 1893 K är en stor asteroid i huvudbältet, som upptäcktes 8 mars 1893 av den franske astronomen Auguste Charlois. Den är uppkallad  efter den forntida staden Apollonia.
Asteroiden har en diameter på ungefär 90 kilometer.